# Руси у Финској
Руси у Финској представљају језичку и етничку мањину Финске, где око 30.000 људи има држављанство Руске федерације, док је руски матерњи језик за око 70.000 људи, што преставља око 1,3% становништва. Руси који су настанили подручје Финске пре Другог светског рата, називају се Стари Руси. Следећи велики талас имиграције руског становништа у Финску, догодио се након Распада Својетског Савеза.

## Историја
Први имиграциони талас Руса на подручје данашње Финске, почео је почетком 18. века, када је Финска била део Шведске империје. Око 40.000 руских војника, цивилних радника и око 600 бизнисмена преселило се у Велико војводство Финске, које је од 1809. било део Руске Империје. Када је Финска постала независна 1917. године, многи војници су се вратили у Русију, док су многи пословни људи остали . Током Руске револуције, многи аристократи и официри побегли су у Финску као избеглице. Највећи талас избеглица био је 1922. године када је око 33.500 људи дошло из Русије у Финску. Током Кронштанске побуне око 1.600 официра побегло је у Финску. Руски грађани који су се преселили у ове три таласа називани су "Стари Руса", чијих 3-5.000 потомака данас живи у Финској.
Други велики талас имиграције догодио се након пада Совјетског Савеза. Многи мушкарци су долазили у Финску, због физичких пословна. Током двадесетих година 20. века, многи богати Руси купили су имовине у Источној Финској.

## Популација
Према подацима руске амбасаде у Финској, у тој земљи постоји око 50.000 људи који говоре руским језиком. Међутим, у студијском истраживању Института Алексантери 2008. године израчунато је 45.000 људи који говоре руски језик, док је према статистикама пописа Финске, у 2012. години било је 70.899 људи који говоре руским језик. Сматра се да је број људи руског порекла у овој земљи знатно већи него на пописима.

## Култура
Руске новине Спектр основане су 1998. године, а радио емисија Радио Спутник (рус. Русскоје Радио Хелсинки) емитује се на руском језику. Постоји велики број руских православних цркви су у Финској.